# العلاقات الأوزبكستانية القبرصية
العلاقات الأوزبكستانية القبرصية هي العلاقات الثنائية التي تجمع بين أوزبكستان وقبرص.

## مقارنة بين البلدين
هذه مقارنة عامة ومرجعية للدولتين:
| وجه المقارنة                                              | أوزبكستان       | قبرص                                                                 |
| --------------------------------------------------------- | --------------- | -------------------------------------------------------------------- |
| المساحة (كم2)                                             | 448.98 ألف      | 9.24 ألف                                                             |
| عدد السكان (نسمة)                                         | 32.39 مليون     | 1.14 مليون                                                           |
| الكثافة السكانية (ن./كم²)                                 | 72.14           | 123.38                                                               |
| العاصمة                                                   | طشقند           | نيقوسيا                                                              |
| اللغة الرسمية                                             | اللغة الأوزبكية | اليونانية الحديثة، اللغة التركية، لغة يونانية                        |
| العملة                                                    | سوم أوزبكستاني  | يورو، جنيه قبرصي                                                     |
| الناتج المحلي الإجمالي (بليون دولار)                      | 48.72 مليار     | 21.65 مليار                                                          |
| الناتج المحلي الإجمالي (تعادل القوة الشرائية) بليون دولار | 190.50 مليار    | 26.73 مليار                                                          |
| الناتج المحلي الإجمالي الاسمي للفرد دولار أمريكي          | 2.13 ألف        | 23.24 ألف                                                            |
| الناتج المحلي الإجمالي للفرد دولار أمريكي                 | 5.57 ألف        | 30.24 ألف                                                            |
| مؤشر التنمية البشرية                                      | 0.675           | 0.850                                                                |
| رمز المكالمات الدولي                                      | +998            | +357                                                                 |
| رمز الإنترنت                                              | .uz             | .cy                                                                  |
| المنطقة الزمنية                                           | ت ع م+05:00     | ت ع م+02:00، ت ع م+03:00، توقيت شرق أوروبا، توقيت شرق أوروبا الصيفي ‏ |

## منظمات دولية مشتركة
يشترك البلدان في عضوية مجموعة من المنظمات الدولية، منها:
| علم المنظمة | اسم المنظمة                               | تاريخ انضمام أوزبكستان | تاريخ انضمام قبرص |
| ----------- | ----------------------------------------- | ---------------------- | ----------------- |
|             | مؤسسة التنمية الدولية                     | 24 سبتمبر 1992         | 2 مارس 1962       |
|             | منظمة الأمن والتعاون في أوروبا            | 30 يناير 1992          | 25 يونيو 1973     |
|             | مؤسسة التمويل الدولية                     | 30 سبتمبر 1993         | 2 مارس 1962       |
|             | منظمة حظر الأسلحة الكيميائية              | ?                      | ?                 |
|             | الأمم المتحدة                             | 2 مارس 1992            | 20 سبتمبر 1960    |
|             | الاتحاد الدولي للاتصالات                  | 10 يوليو 1992          | 24 أبريل 1961     |
|             | منظمة الشرطة الجنائية الدولية             | ?                      | ?                 |
|             | البنك الدولي للإنشاء والتعمير             | 21 سبتمبر 1992         | 21 ديسمبر 1961    |
|             | الاتحاد البريدي العالمي                   | ?                      | ?                 |
|             | المركز الدولي لتسوية المنازعات الاستشارية | 25 أغسطس 1995          | 25 ديسمبر 1966    |
|             | وكالة ضمان الاستثمار متعدد الأطراف        | 4 نوفمبر 1993          | 12 أبريل 1988     |
|             | يونسكو                                    | 26 أكتوبر 1993         | 6 فبراير 1961     |
|             | الفريق المعني برصد الأرض                  | ?                      | ?                 |

## وصلات خارجية
- موقع وزارة الخارجية الأوزبكستانية
- موقع وزارة الخارجية القبرصية